# Fetti
Pour les articles homonymes, voir Fetti.
 (novembre 2018).
Si vous disposez d'ouvrages ou d'articles de référence ou si vous connaissez des sites web de qualité traitant du thème abordé ici, merci de compléter l'article en donnant les références utiles à sa vérifiabilité et en les liant à la section « Notes et références ».
Albums par Curren$y
Fire in the Clouds
(2018)
Albums par Freddie Gibbs
Freddie
(2018)
Albums par The Alchemist
Bread
(2018)
Fetti est un album collaboratif de Curren$y et Freddie Gibbs,  produit par The Alchemist, sorti le 31 octobre 2018.

## Réception
Fetti reçoit à sa sortie des critiques positives.

## Liste des titres
| No | Titre                                      | Durée |
| -- | ------------------------------------------ | ----- |
| 1. | Location Remote                            | 2:55  |
| 2. | The Blow                                   | 2:31  |
| 3. | New Thangs                                 | 2:23  |
| 4. | Saturday Night Special                     | 3:28  |
| 5. | Now & Later Gators (solo de Freddie Gibbs) | 2:33  |
| 6. | No Window Tints (solo de Curren$y)         | 1:40  |
| 7. | Willie Lloyd (solo de Freddie Gibbs)       | 2:42  |
| 8. | Tapatio                                    | 2:53  |
| 9. | Bundy & Sincere                            | 2:23  |

Samples
- Bundy & Sincere contient des samples de My Darling Baby de Wood, Brass & Steel ainsi que de Gin and Juice de Snoop Dogg[4].